# Linus Butt
Linus Butt (12 de março de 1987) é um jogador de hóquei sobre a grama alemão, medalhista olímpico

## Carreira
Linus Butt integrou o elenco da Seleção Alemã de Hóquei Sobre Grama, nas Olimpíadas de 2016, conquistando a medalha de bronze.